# James Haines

Zawodnik Wisconsin Badgers

James „Jim” Allen Haines (ur. 20 października 1954 w Arcadii) – amerykański zapaśnik walczący w stylu wolnym. Olimpijczyk z Montrealu 1976, gdzie odpadł w eliminacjach w wadze 52 kg.
Wicemistrz świata w 1979 i czwarty w 1978, a w 1975 odpadł w eliminacjach. Srebrny medalista igrzysk panamerykańskich w 1975. Pierwszy w Pucharze Świata w 1978 i trzeci w 1977 roku.
Zawodnik Arcadia High School i University of Wisconsin-Madison. All-American w NCAA Division I w 1977, gdzie zajął pierwsze miejsce.